# Han Pil-hwa
Dans ce nom coréen, le nom de famille, Han, précède le nom personnel.
Han Pil-hwa, née le 21 janvier 1942 à Nampo (Corée), est une patineuse de vitesse nord-coréenne.

## Biographie
Après une douzième place aux championnats du monde 1963, Han Pil-Hwa surprend aux Jeux olympiques d'hiver de 1964 à Innsbruck en Autriche : après avoir réalisé les mêmes temps intermédiaires que la championne olympique Lidia Skoblikova sur 3 000 mètres, elle remporte finalement la médaille d'argent. La Corée du Nord participe aux Jeux pour la première fois ; il s'agit donc de la première médaille olympique pour son pays. Son meilleur résultat aux championnats du monde est une cinquième place en 1965. Han participe également aux Jeux olympiques d'hiver de 1972, où son meilleur résultat est un neuvième rang sur 3 000 mètres. En 1998, elle est élue au parlement nord-coréen.

## Records personnels
| Distance     | Temps        | Année |
| ------------ | ------------ | ----- |
| 500 mètres   | 44 s 9       | 1970  |
| 1 000 mètres | 1 min 32 s 3 | 1970  |
| 1 500 mètres | 2 min 24 s 2 | 1970  |
| 3 000 mètres | 5 min 3 s 7  | 1970  |